# Кузнецький (робітниче селище ім Степана Разіна)
Кузнецький (рос. Кузнецкий) — селище в Лукояновському районі Нижньогородської області Російської Федерації.
Населення становить 0 осіб. Входить до складу муніципального утворення робітниче селище ім Степана Разіна.

## Історія
Від 2009 року входить до складу муніципального утворення робітниче селище ім Степана Разіна.

## Населення
| 2002 | 2010 |
| ---- | ---- |
| 0    | →0   |